# Sabacon makinoi
Sabacon makinoi is een hooiwagen uit de familie Sabaconidae.